# Zonă umedă de importanță internațională

Logo Ramsar

Zonele umede de importanță internațională reprezintă teritorii și (sau) întinderi de apă care includ diferite tipuri de ecosisteme umede și corespund criteriilor de evidențiere a zonelor umede de importanță internațională ale Convenției Ramsar, deținînd o bogată diversitate biologică și având un rol important pentru păsările acvatice.

## Zone umede după țară

### Republica Moldova
Conform Legii nr. 354 din 24 noiembrie 2006 pentru modificarea și completarea Legii nr. 1538-XIII din 25 februarie 1998 privind fondul ariilor naturale protejate de stat, în Republica Moldova au fost desemnate 3 zone Ramsar:
- Lacurile Prutului de Jos (19.152,5 ha)
- Nistrul de Jos (60.000 ha)
- Unguri–Holoșnița (15.553 ha)

### România
De-a lungul timpului (începând din anul 1991 și până în 2020) în România au fost desemnate zone umede de importanță internațională 20 situri, astfel:
- Delta Dunării (21 mai 1991)
- Bistreț (13 iulie 2012)
- Blahnița (2 februarie 2013)
- Brațul Borcea (2 februarie 2013)
- Calafat - Ciuperceni - Dunăre (2 februarie 2013)
- Canaralele de la Hârșova (2 februarie 2013)
- Parcul Natural Comana (25 octombrie 2011)
- Ostroavele Dunării - Bugeac - Iortmac (2 februarie 2013)
- Complexul piscicol Dumbrăvița (2 februarie 2006)
- Porțile de Fier (18 ianuarie 2011)
- Confluența Jiu-Dunăre (2 februarie 2013)
- Confluența Olt-Dunăre (13 iunie 2006)
- Tinovul Poiana Stampei (25 octombrie 2011)
- Iezerul Călărași (13 iunie 2012)
- Lacul Techirghiol (23 martie 2006)
- Lunca Mureșului (2 februarie 2006)
- Dunărea Veche – Brațul Măcin (2 februarie 2013)
- Insula Mică a Brăilei (15 iunie 2001)
- Suhaia (13 iunie 2012)
- Zonele umede Jijia - Iași (13 februarie 2020)